# Chaconiaceae
De Chaconiaceae zijn een familie van schimmels, die behoren tot de roesten. Het typegeslacht is Chaconia. De familie bestaat uit acht geslachten en 75 soorten. De meeste soorten hebben een tropische verspreiding. Maravalia cryptostegiae is met succes gebruikt als biocontrolemiddel tegen rubberranken in Australië

## Geslachten
Tot de Chaconiaceae behoren onder andere de volgende negen geslachten:
- Achrotelium
- Aplopsora
- Botryorhiza
- Ceraceopsora
- Chaconia
- Goplana
- Maravalia
- Olivea
- Telomapea